# Оганер

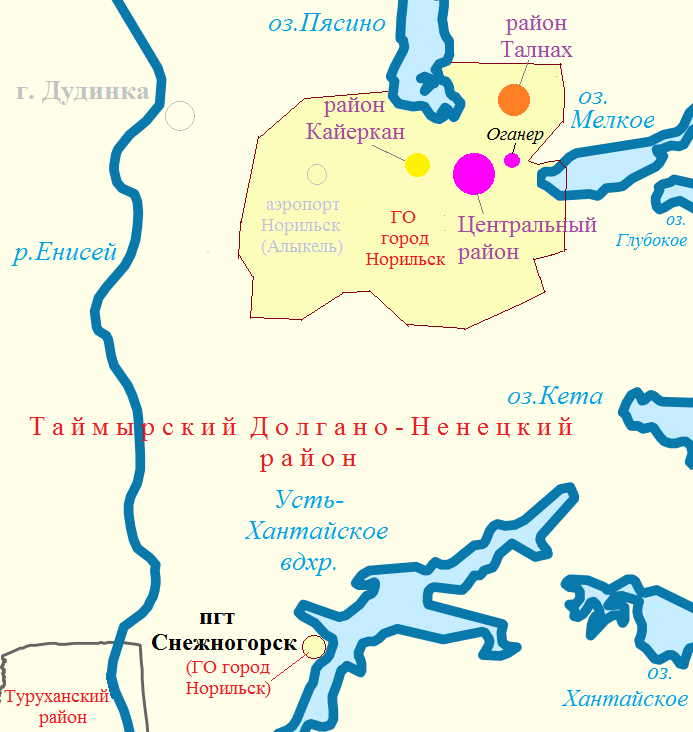
Центральный район Норильска, включая микрорайон Оганер

Огане́р (жилое образование «Оганер», произносится [оганэр]) — отдалённый микрорайон города Норильска, входит в его Центральный район.
Находится в 8 километрах восточнее собственно Норильска, на ответвлении автодороги Норильск — Талнах, на левом берегу реки Норилки, в 1 километре от последней.
Численность населения Оганера по состоянию на 1 января 2006 года составляла 7000 жителей.

## Этимология топонима
Слово «оганёр» или «огонньор» в переводе с долганского языка означает «старик». Огонньором почтительно называют старого уважаемого человека. Возможно, район был назван так в честь одного из проводников Николая Урванцева долганина оганньора Спиридона Лаптукова.

## История возникновения
24 августа 1981 года на техническом совещании при директоре комбината было принято решение разместить перспективное строительство в этом новом районе. Были предложены варианты названий: Талактаат — «кустарниковый», Мастак — «лесной», Туустаак — «соленый», Бурунтаак — «дымчатый». 9 февраля 1982 года в официальных протоколах впервые прозвучало название «О новом жилом образовании Оганер»
Проектирование и застройка микрорайона первоначально планировались экспериментальными, речь шла о новых домах «оганерской» планировки с необычными просторными квартирами и о новом планировании районов: в первых этажах домов планировалось размещение аптек, химчисток, спортивных секций. Проект Оганера был первой в мире попыткой создать образец заполярного города. Дома серии «КОПЭ-Север» давали возможность строителям собирать разные секции квартир, подобно конструктору, оставляя неизменным лишь лестнично-лифтовый узел. Оганер был запланирован на проживание от 50 до 100 тысяч жителей. Однако, данные планы не осуществились — экспериментальные дома были заменены типовыми, позже и остальные проекты подверглись корректировке.
Первоначально строительство предполагалось развернуть неподалёку от пристани Валёк, но из-за плохого грунта было принято решение найти другую, более удобную площадку.
В феврале 1985 года в окрестностях Норильска шла разметка новой строительной площадки, а 1 марта того же года началась инженерная подготовка к возведению Оганера — нового жилого района Норильска.
В марте 1985 года на месте строительства нового жилого образования Оганер был вбит первый колышек.
Строительство Оганера началось в 1986 году и было связано с тем, что по программе развития Норильского промышленного района тех лет численность населения Большого Норильска (город Норильск с городами-спутниками Талнахом и Кайерканом) планировалось увеличить до 300—320 тыс. человек. В настоящее время численность Норильска (с бывшими городами Талнахом и Кайерканом) составляет 175 773 человек, а в рамках единого муниципального образования город Норильск (с пгт Снежногорском) — 176 468 человек.
Пять микрорайонов так и остались на бумаге, были заселены только первый, всего на 55 %: вместо планируемых 80 тысяч жителей район насчитывал лишь 6 тысяч жителей. В 1992 году, когда нужно было выдавать первым оганерцам ордера, улицам района дали имена: Вальковская, Озерная, Югославская и Брусничная. 6 января 1993 года появились новые автобусные маршруты — № 40 и 41.
20 февраля 1993 года в Оганере справили новоселье жильцы первых домов: 5-го, 6-го и 8-го на улице Югославской.
Отсутствие подходящих для строительства большого количества жилых домов грунтов в Норильске, Талнахе и Кайеркане диктовало необходимость поиска подходящей для строительства площадки, которая и была найдена в районе Оганера. Планировалась постройка в Оганере шести микрорайонов, а в перспективе он, возможно, стал бы третьим после Кайеркана и Талнаха городом-спутником Норильска. В 2006 году в Оганере население составляло 7 тысяч жителей, хотя по первоначальным планам к 2015 году предполагалось довести численность населения до 19,4 тысяч жителей, к 2025 году — до 53 тысяч жителей. Однако Оганер так и не стал развивающимся городом-спутником. В настоящее время население Оганера не превышает 10 тысяч жителей.

## Остановка строительства

Недостроенные жилые дома

Частокол свай, на которых так и не были возведены здания

В начале 1990-х годов в связи с изменением стратегии развития Норильского промышленного района и переориентацией на сокращение численности его населения строительство Оганера было прекращено. Многие возведённые здания так и не были достроены. С 1994 года гражданское строительство в Оганере не ведётся. В Оганере насчитывается не менее десяти возведённых «коробок» жилых домов, строительство которых не было завершено. Достройка данных домов не планируется, а всё современное жилое строительство ведётся в черте Норильска.

## Норильская городская больница № 1

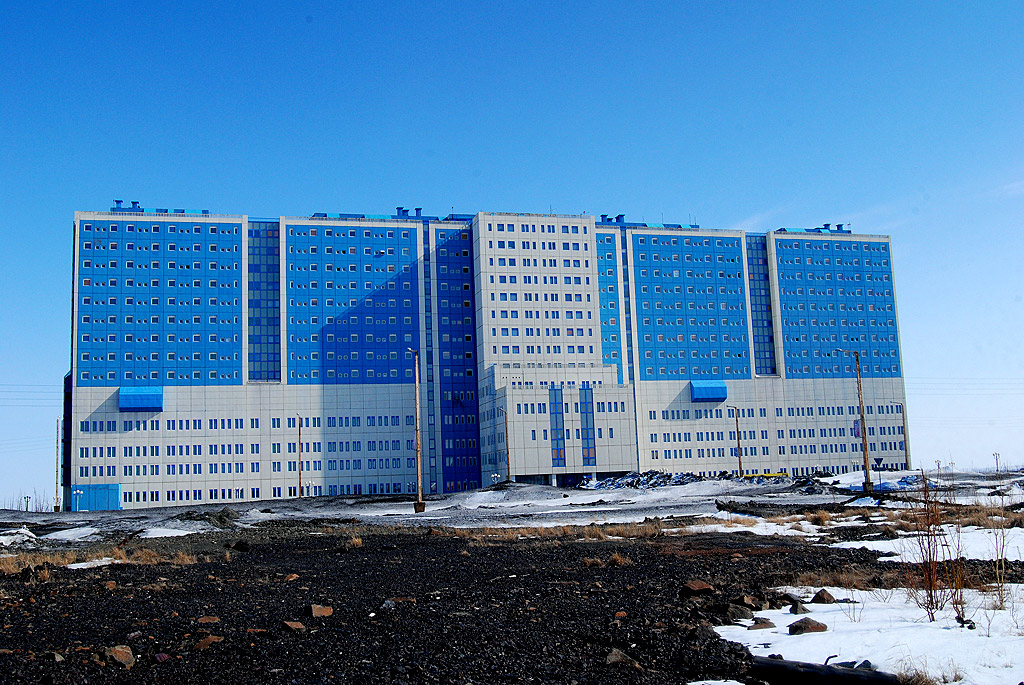
Норильская городская больница № 1

В 1994 году было сдано в эксплуатацию построенное в Оганере новое 14-этажное здание Норильской городской больницы № 1 на 1010 коек. Площадь территории больницы — 84 153 квадратных метра. Длина лечебного корпуса — 165,6 метра. Высота — 55,56 метра. В 2003 году в больнице работало 1760 человек, в том числе 160 врачей, 600 медсестёр и 450 санитарок. Средняя её заполняемость 90 процентов.

## Современное состояние
Оганер представляет собой один незавершённый микрорайон, численность населения которого составляет около 10 тысяч человек. Административно Оганер является частью Центрального района города Норильска. В Оганер часто переселяют жителей домов, сносимых в Норильске по причине ветхости.
В Оганере две улицы: Югославская и Озёрная. Существует также улица, по которой числится база МЧС. Проектируемые улицы Брусничная и Вальковская построены не были.
К концу 2017 года планировалось открытие в Оганере перинатального центра Открыт в 2018 году.
К сентябрю 2018 года было назначено открытие библиотеки семейного чтения.

## Перспективы
Был произведён демонтаж пустующих недостроенных девятиэтажек, простоявших с середины 1990-х. Работы финансировались компанией «Норникель». На этом месте было запланировано построить новый жилой массив с детским садом и школой. Программа реновации предполагает строительство в Оганере около 45 жилых домов до 2035 года, это порядка 90 тысяч квартир.

## Транспорт
6 января 1993 года открылся автобусный маршрут Норильск — Оганер. Оганер и городская больница связаны регулярным автобусным сообщением с Норильском (маршрут № 40) и Талнахом (маршрут № 41).